# Plosjtsja Halytska
Plosjtsja Halytska (Oekraïens: Площа Галицька; letterlijk 'Galicië-plein') is een groot plein in Kiev, de hoofdstad van Oekraïne. Het bevindt zich in het district Sjevtsjenkivski en ligt aan de belangrijke Prospekt Peremohy (Проспект Перемоги; 'Overwinningsboulevard'). Hierdoor is het een van de belangrijkste vervoersknooppunten. Daarnaast is het een kruising van verschillende historische straten. Tot en met februari 2023 droeg het plein de naam Plosjtsja Peremohy, een verwijzing naar de overwinning in de Tweede Wereldoorlog.

## Achtergrond
Het plein is halverwege de 19e eeuw gevormd, nadat in februari 1858 de Russische gouverneur-generaal van Kiev, Illarion Vasiltsjikov, de Joodse gemeenschap in Kiev toestond om handelsbeurzen te houden.
Van 1869 tot 1952 stond het plein bekend als het Galicië-plein (Галицька площа). Daarnaast werd het ook vaak Jevbaz (Russisch: Евбаз, letterlijk 'Joodse Markt') genoemd, naar de Joodse markt die er vroeger was en in de jaren 40 ophield te bestaan.
Het meest opvallende gebouw en een van de belangrijkste kenmerken van het plein is het nationale circus van Oekraïne. Vroeger stond er op diezelfde plek de kerk van Johannes Chrysostomus, maar deze werd door het Sovjetregime in 1934 vernietigd. 

## Galerij

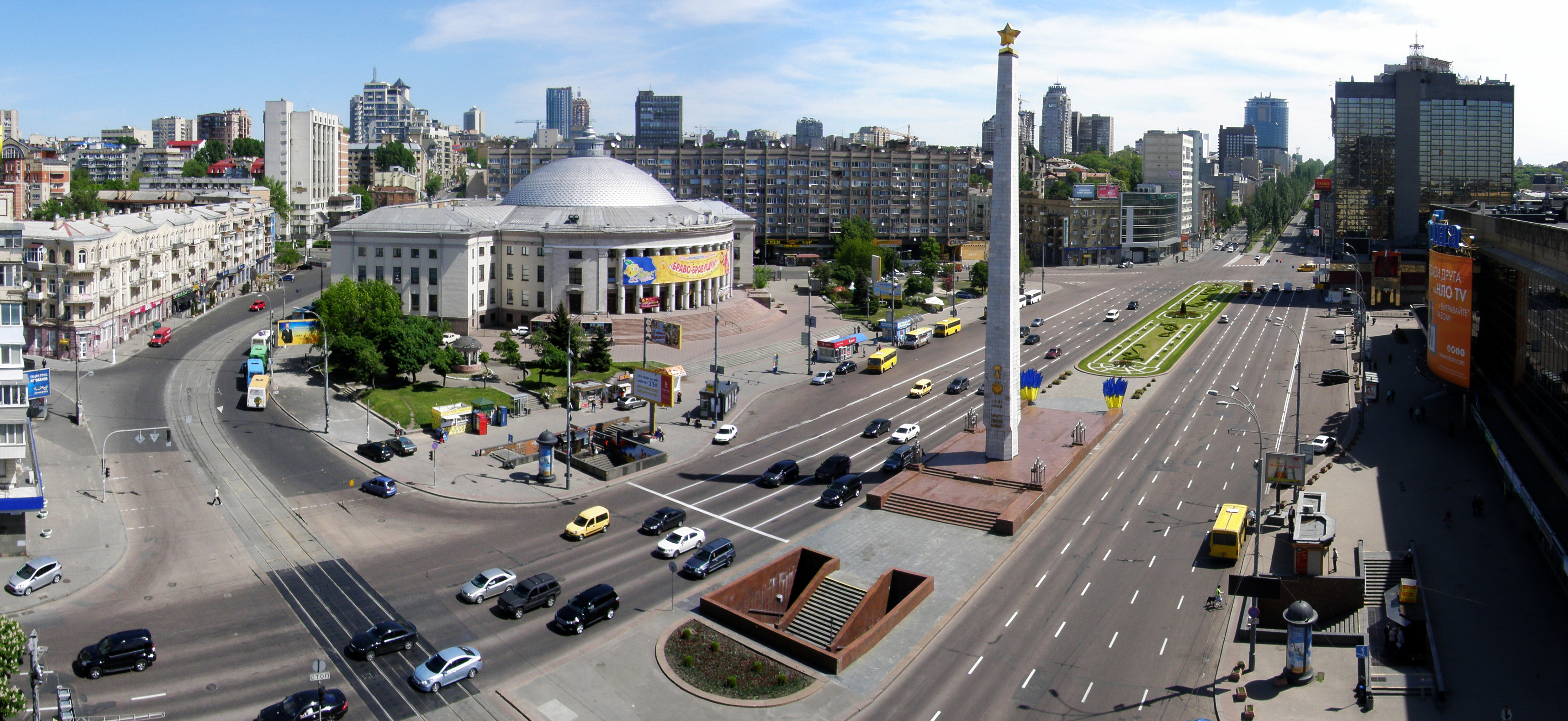
Oostwaarts zicht.
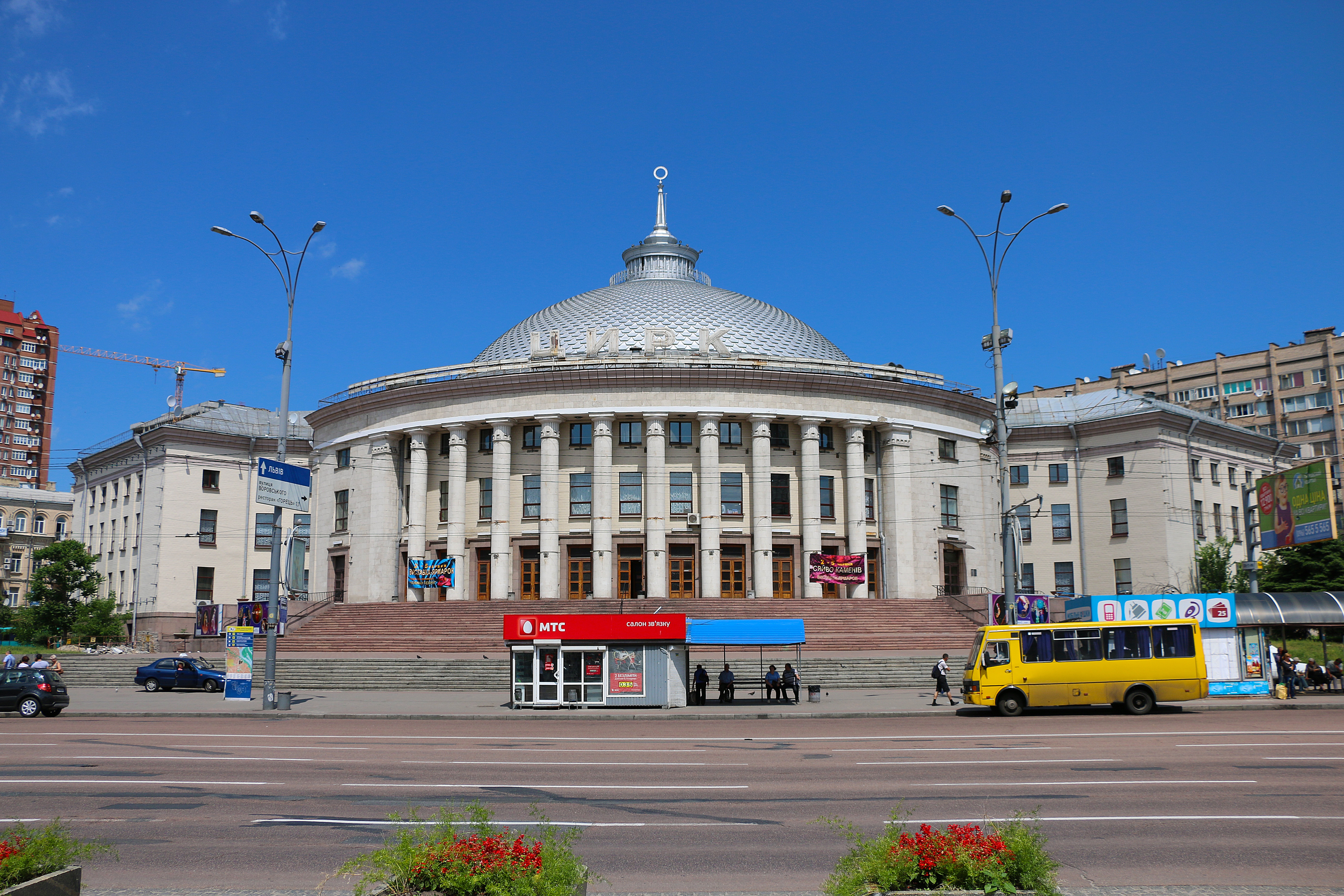
Het nationale circus van Oekraïne.
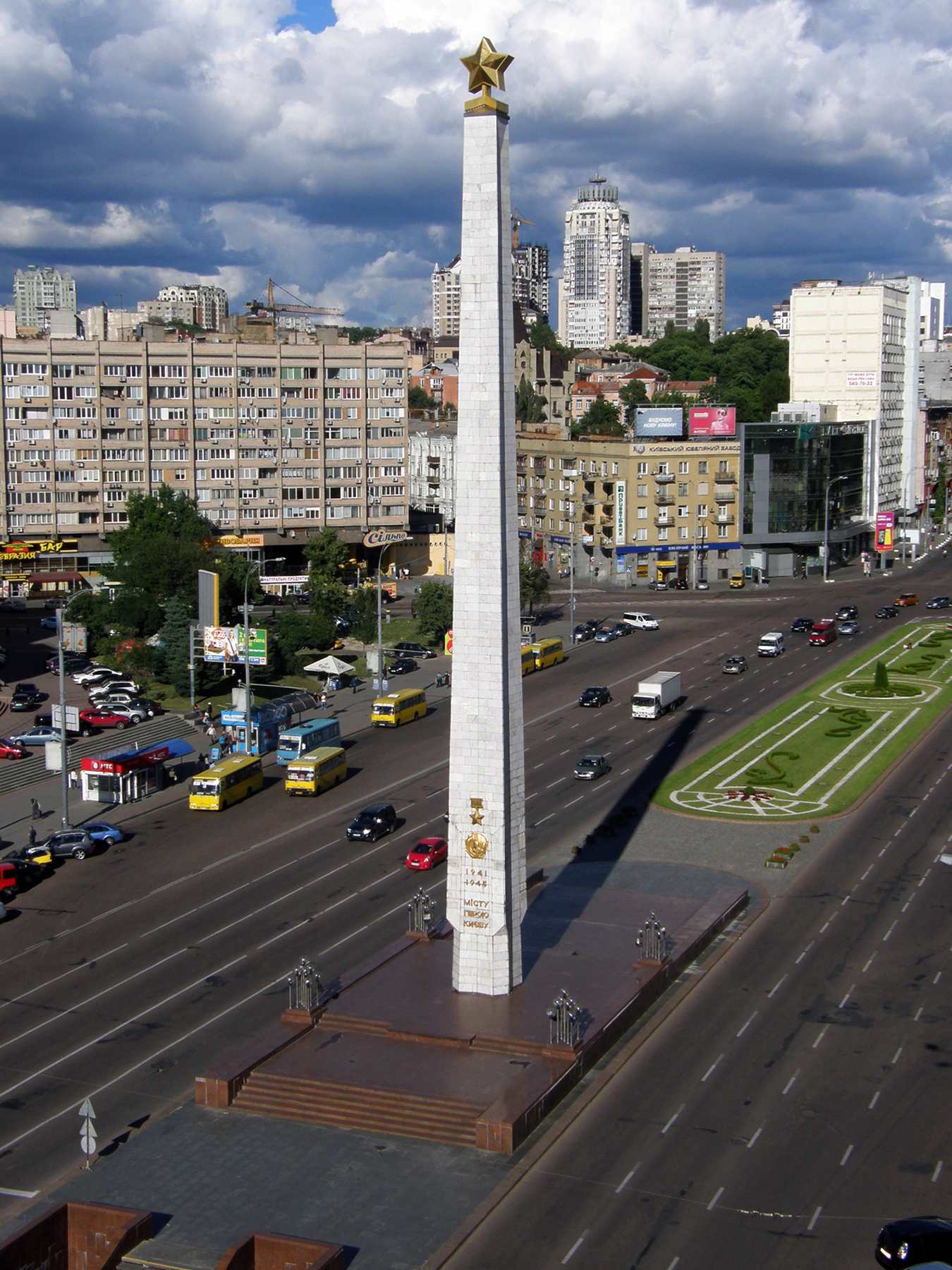
De obelisk ter ere van de overwinning.